# Первомайское (Ровенский район)
Первомайское — село в Ровенском районе Саратовской области России, административный центр Первомайского муниципального образования.
Население — 759 (2010)

## История
Первоначально известно как немецкий посёлок Эбенфельд. С 1922 года — Старополтавского кантона Автономной области немцев Поволжья (с 1923 года — АССР немцев Поволжья). Посёлок являлся центром Эбенфельдского сельсовета. Согласно переписи 1926 года в посёлке проживало 247 человек, из них немцев — 239. В 1927 году Эбенфельдский сельсовет передан в состав Зельманского кантона.
28 августа 1941 года был издан Указ Президиума ВС СССР о переселении немцев, проживающих в районах Поволжья. Немецкое население депортировано в Сибирь и Казахстан, населённый пункт, как и другие населённые пункты Зельманского кантона был включен в состав Саратовской области.

## Физико-географическая характеристика
Село находится в Низком Заволжье, относящемся к Восточно-Европейской равнине, по правой стороне оврага Камышеваха, на высоте около 38 метров над уровнем моря. Ландшафт местности суббореальный умеренно континентальный, сухостепной, аллювиальный аккумулятивный. Для данного типа ландшафта характерны плоские и пологоволнистые равнины, иногда с дюнами (высокие террасы), с балками, сельскохозяйственными землями и редкими участками дубовых и мелколиственных лесов. Почвы - каштановые.
По автомобильным дорогам расстояние до районного центра посёлка Ровное составляет 27 км, до областного центра города Саратова — 130 км.
Климат
Климат умеренный континентальный (согласно классификации климатов Кёппена — Dfa). Многолетняя норма осадков — 377 мм. Наибольшее количество осадков выпадает в июле — 42 мм, наименьшее в марте — 21 мм. Среднегодовая температура положительная и составляет + 7,0 °С, средняя температура самого холодного месяца января −9,6 °С, самого жаркого месяца июля +23,2 °С.
Часовой пояс
Первомайское, как и вся Саратовская область, находится в часовой зоне МСК+1. Смещение применяемого времени относительно UTC составляет +4:00.

## Население
Динамика численности населения
| 1926 | 1987 | 2002 |
| ---- | ---- | ---- |
| 247  | ≈890 | 881  |

| 2002 | 2010 |
| ---- | ---- |
| 877  | ↘759 |